# Tamara van Ark
Tamara van Ark (ur. 11 sierpnia 1974 w Hadze) – holenderska polityk i samorządowiec, parlamentarzystka, w latach 2017–2020 sekretarz stanu, od 2020 do 2021 minister.

## Życiorys
Kształciła się w zakresie administracji publicznej na Uniwersytecie Erazma w Rotterdamie. Pracowała m.in. jako konsultantka i kierowniczka zespołu do spraw socjalnych i zatrudnienia. Zaangażowała się w działalność polityczną w ramach Partii Ludowej na rzecz Wolności i Demokracji (VVD). W latach 2004–2010 była członkiem zarządu gminy (wethouderem) – najpierw w Nieuwerkerk aan den IJssel, a w 2010 w Zuidplas. Zajmowała się tam w różnych okresach m.in. kwestiami pracy, integracji, zdrowia publicznego, finansów i gospodarki.
W 2010 po raz pierwszy uzyskała mandat deputowanej do Tweede Kamer. Z powodzeniem ubiegała się o poselską reelekcję w wyborach w 2012, 2017 i 2021.
W październiku 2017 została sekretarzem stanu w resorcie spraw społecznych i zatrudnienia w trzecim rządzie Marka Rutte. W lipcu 2020 w tym samym gabinecie objęła stanowisko ministra bez teki do spraw opieki zdrowotnej. We wrześniu 2021 zrezygnowała z funkcji ministra oraz z mandatu deputowanej, motywując to względami zdrowotnymi.
Zamężna z politykiem Elbertem Dijkgraafem.